# Fiji Link

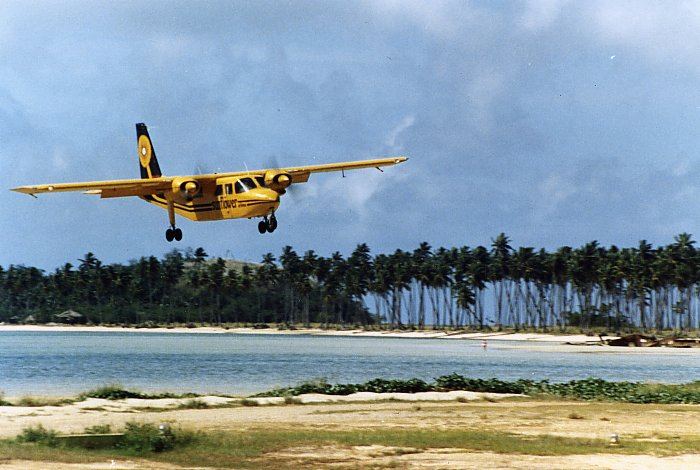
Eine Britten Norman Islander der Sunflower Airlines

Fiji Link (ursprünglich Sunflower Airlines, danach Pacific Sun) ist eine fidschianische Regionalfluggesellschaft mit Sitz in Nadi und Basis auf dem Flughafen Nadi. Sie ist eine Tochtergesellschaft der Fiji Airways.

## Flugziele
Fiji Link bedient im Auftrag von Fiji Airways von Nadi ausgehende Inlandsverbindungen.

## Flotte

### Aktuelle Flotte
Mit Stand April 2025 besteht die Flotte der Fiji Link aus neun Flugzeugen mit einem Durchschnittsalter von 7,1 Jahren:

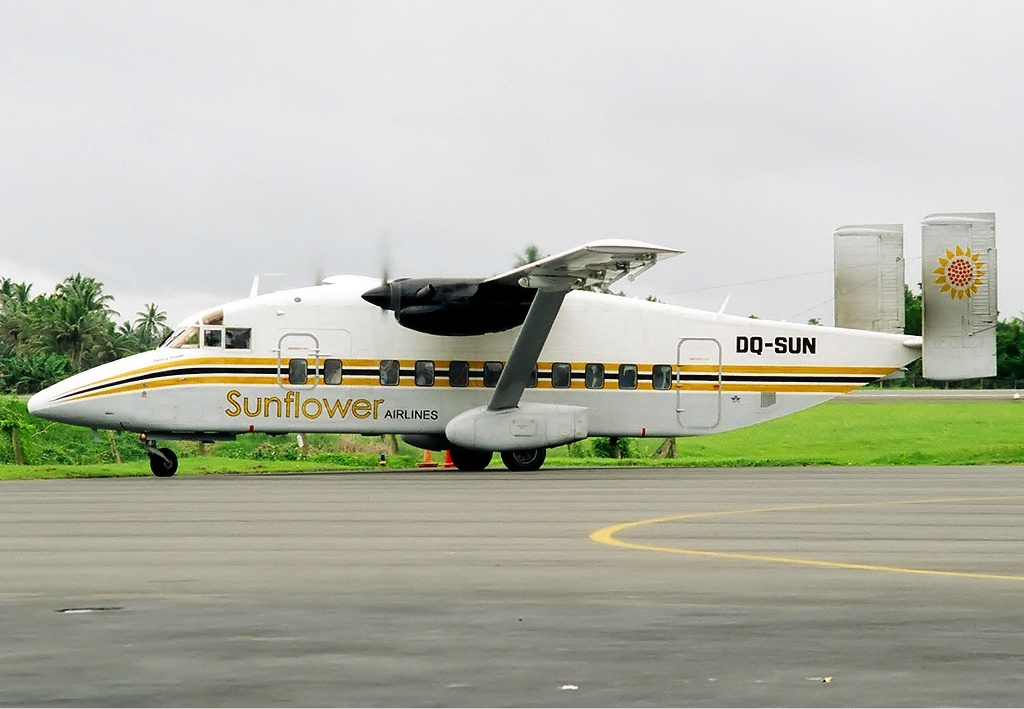
Eine Short 360 der Sunflower Airlines

| Flugzeugtyp                 | Anzahl | bestellt | Anmerkungen | Sitzplätze (Business/Economy) | Durchschnittsalter |
| --------------------------- | ------ | -------- | ----------- | ----------------------------- | ------------------ |
| ATR 42-600                  | 1      |          |             | 48 (-/48)                     | 10,7 Jahre         |
| ATR 72-600                  | 4      | 1        |             | 68 (-/68)                     | 5,5 Jahre          |
| Viking DHC-6-400 Twin Otter | 4      |          |             | 19 (-/19)                     | 7,8 Jahre          |
| gesamt                      | 9      | 1        |             |                               | 7,1 Jahre          |

### Ehemalige Flugzeugtypen
- ATR 42-500
- Britten Norman Islander
- Short 360